# Singèn

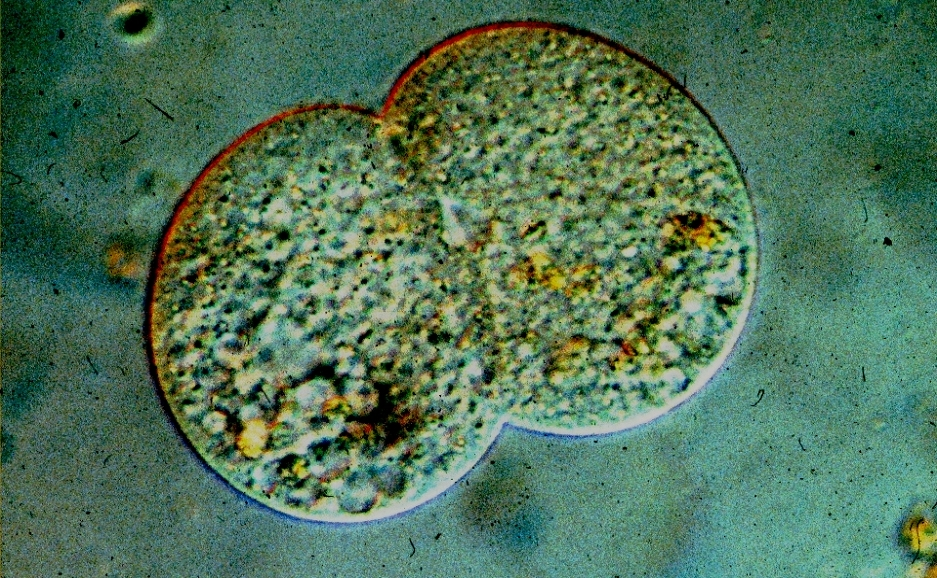
Imatge d'un aparellament.

Un singèn o grup d'aparellament és un conjunt d'organismes que són capaços d'aparellar-se sexualment i transferir-se gens. És un concepte encunyat per primer cop l'any 1957 pel biòleg estatunidenc Tracy Morton Sonneborn que s'utilitza especialment en l'àrea de la protozoologia i en sub-camps com la ficologia.
Els singens depenen fortament de factors com la mida i la forma dels individus, la ràtio de divisió cel·lular, la tolerància a diferents rangs de temperatura, les propietats antigèniques o el comportament durant el procés de conjugació. Per altra banda, el nombre de tipus d'aparellaments dins un mateix singèn pot variar molt. Per exemple, els sistemes polars es caracteritzen per l'existència de només dos tipus d'aparellaments en cada singèn.